# Банк Ранч (Колорадо)
Банк Ранч (енгл. Bark Ranch) насељено је место без административног статуса у америчкој савезној држави Колорадо.

## Демографија
По попису из 2010. године број становника је 213.
| Група             | 2000.    | 2010.       |
| Белци             | 0 (0,0%) | 208 (97,7%) |
| Афроамериканци    | 0 (0,0%) | 0 (0,0%)    |
| Азијати           | 0 (0,0%) | 2 (0,9%)    |
| Хиспаноамериканци | 0 (0,0%) | 1 (0,5%)    |
| Укупно            | 0        | 213         |